# Powiat Weißenfels
Powiat Weißenfels (niem. Landkreis Weißenfels) - był do 1 lipca 2007 powiatem w niemieckim kraju związkowym Saksonia-Anhalt. Powiat został włączony do powiatu Burgenland.
Stolicą powiatu Weißenfels był Weißenfels.

## Miasta i gminy
1. Hohenmölsen, miasto (9.530)

Wspólnoty administracyjne
Siedziba wspólnoty *
| - 1. Wspólnota administracyjna Lützen-Wiesengrund 1. Dehlitz (574) 2. Granschütz (1.146) 3. Großgörschen (851) 4. Lützen, Stadt * (3.629) 5. Muschwitz (1.135) 6. Poserna (384) 7. Rippach (689) 8. Röcken (610) 9. Sössen (236) 10. Starsiedel (692) 11. Taucha (641) 12. Zorbau (819) - 2. Wspólnota administracyjna Saaletal 1. Burgwerben (1.070) 2. Goseck (1.106) 3. Großkorbetha * (2.008) 4. Reichardtswerben (1.266) 5. Schkortleben (629) 6. Storkau (601) 7. Tagewerben (808) 8. Uichteritz (1.417) 9. Wengelsdorf (905) | - 3. Wspólnota administracyjna Vier Berge-Teucherner Land 1. Gröben (715) 2. Gröbitz (500) 3. Krauschwitz (607) 4. Langendorf (2.475) 5. Leißling (1.568) 6. Nessa (977) 7. Prittitz (1.028) 8. Teuchern, miasto * (3.484) 9. Trebnitz (880) - 4. Wspólnota administracyjna Weißenfelser Land 1. Markwerben (698) 2. Weißenfels, miasto * (29.669) |